# Santo prepuzio

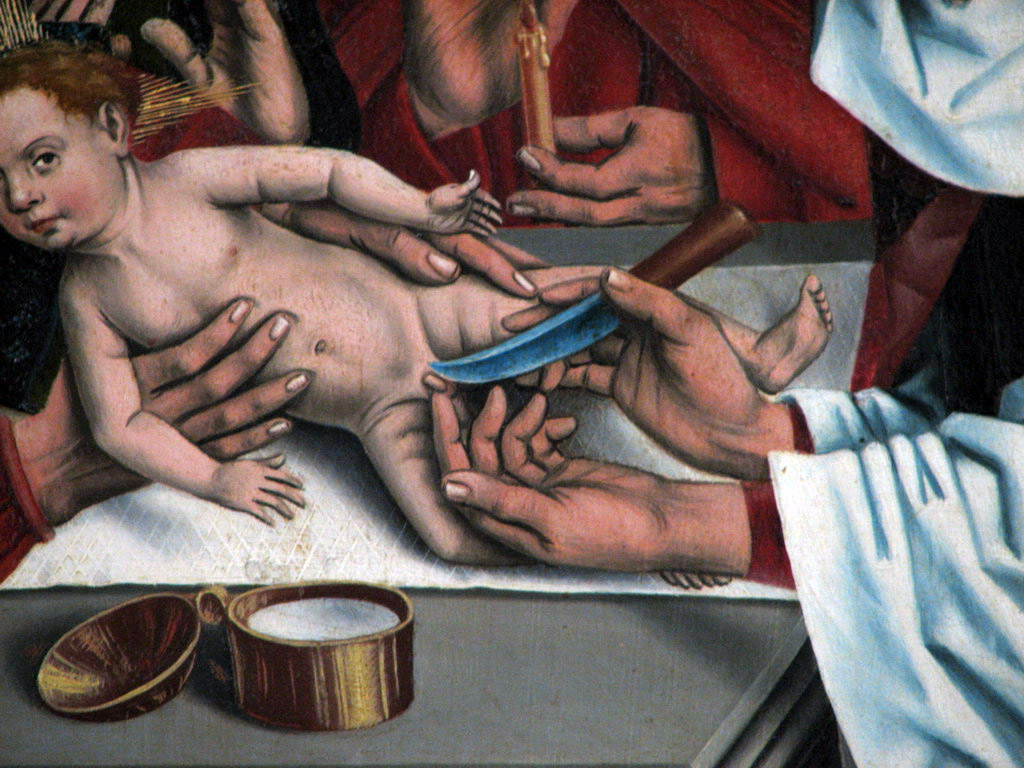
Circoncisione di Cristo (dettaglio) di Friedrich Herlin

Il Santo prepuzio è una reliquia costituita dai presunti resti del prepuzio di Gesù, recisogli durante il rito della circoncisione; gli sono stati attribuiti eventi miracolosi e in vari momenti della storia, a volte anche contemporaneamente, varie città in Europa ne hanno dichiarato il possesso.

## Possesso del Santo prepuzio
Originariamente si riteneva che la reliquia fosse stata consegnata a papa Leone III il 25 dicembre 800 da Carlo Magno in occasione della sua incoronazione. L'imperatore l'avrebbe ricevuta da un angelo mentre pregava presso il Santo Sepolcro. Secondo un'altra versione il prepuzio sarebbe un dono di Irene di Bisanzio, ricevuto da Carlo Magno in occasione delle nozze. Leone III lo collocò nel Sancta Sanctorum della Basilica di San Giovanni in Laterano a Roma, assieme ad altre reliquie.

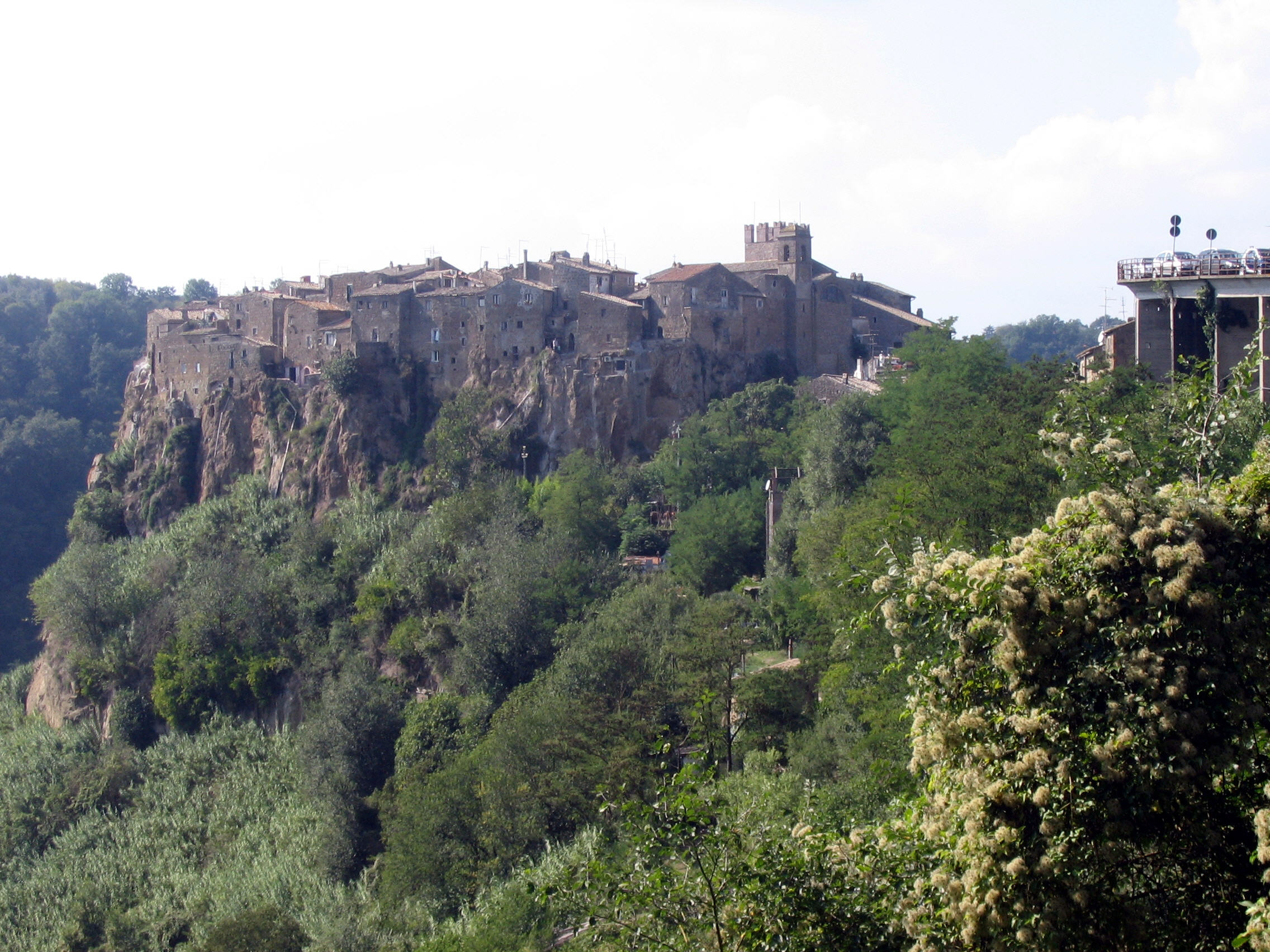
Veduta di Calcata

A seconda della fonte, durante il Medioevo esistevano otto, dodici, quattordici, diciotto Santi prepuzi, posseduti in varie città europee. Oltre a Roma il possesso del Santo prepuzio è stato sostenuto da Santiago di Compostela, Coulombs nella diocesi di Chartres, dalle chiese di Besançon, Metz, Hildesheim, Charroux, Conques, Langres, Anversa, Fécamp, Puy-en-Velay, Calcata e Auvergne.
Uno dei più famosi prepuzi era conservato dal 1100 ad Anversa. La reliquia era stata venduta al re Baldovino I di Gerusalemme nelle terre di Palestina nel corso della prima crociata. Prepuzio famoso e miracoloso poiché durante una messa il vescovo di Cambrai vide uscire tre gocce di sangue che macchiarono i lini dell'altare. In onore di questo pezzetto di pelle e della tovaglia fu edificata una cappella e si indissero processioni; il prepuzio fu oggetto di culto e meta di pellegrinaggi. Nel 1426 venne fondata ad Anversa la "van der heiliger Besnidenissen ons liefs Heeren Jhesu Cristi in onser liever Vrouwen Kercke t'Antwerpen".
Secondo una leggenda nel villaggio di Calcata (provincia di Viterbo) nel 1527 fu catturato un soldato dell'esercito dei Lanzichenecchi che aveva preso parte al sacco di Roma, riuscendo a depredare il Sancta Sanctorum di San Giovanni in Laterano. Imprigionato, nascose il reliquiario contenente il Santo prepuzio nella cella, dove sarebbe stato scoperto nel 1557. Da allora in quella chiesa si incominciò a venerare la reliquia, concedendo ai pellegrini un'indulgenza di dieci anni.
Secondo l'abbazia di Charroux Carlo Magno aveva donato il Santo prepuzio ai monaci. All'inizio del XII secolo fu portato in processione a Roma affinché Innocenzo III ne verificasse l'autenticità, ma egli si rifiutò di farlo. A un certo momento la reliquia andò perduta e ricomparve nel 1856, quando un operaio che lavorava nell'abbazia dichiarò di aver trovato il reliquiario nascosto in un muro. La riscoperta portò a uno scontro teologico tra Calcata - che venerava il prepuzio da centinaia di anni - e Charroux.
Il Santo prepuzio ha rivestito anche significati simbolici: per Caterina da Siena l'unione mistica con Cristo non era simboleggiata da un anello d'oro o d'argento, ma piuttosto dall'anello di carne del suo prepuzio.
Nel 1955 il romanzo Les Clés de saint Pierre di Roger Peyrefitte, al capitolo V della parte quarta, riporta che la Chiesa vietò a chiunque di scrivere o parlare del Santo prepuzio e cita il verbale del 1954 con cui la punizione di chi trasgrediva fu trasformata in vitandi ("persona da evitare"), il grado più grave della scomunica. Con la diffusione di Internet la scomunica nel romanzo è stata data per reale, nonostante l'assenza di riscontro; semmai, qualche anno più tardi, precisamente il 25 luglio 1960 papa Giovanni XXIII emise il motu proprio Rubricarum instructum con cui rivide il calendario liturgico, cambiando il nome della festa del 1° gennaio da "Circoncisione del Signore e ottava della Natività" a "Ottava della Natività", senza modificare il brano evangelico relativo alla circoncisione del bambino Gesù.

## Pratiche moderne
La maggior parte dei Santi prepuzi fu perduta durante la riforma protestante e la rivoluzione francese.
Quello di Calcata è degno di menzione: il reliquiario che lo conteneva è stato rubato da alcuni ladri prima di una processione nel 1983 dedicata alla festa della circoncisione, che viene celebrata il 1º gennaio di ogni anno (ottava del Natale). La tradizione ebbe fine quando alcuni ladri rubarono il contenitore ricoperto di gioielli e le reliquie. Non è chiaro se qualche Santo prepuzio esista ancora. In un documentario del 1997 della televisione britannica Channel 4 il giornalista Miles Kington andò in Italia alla ricerca del Santo prepuzio, ma non lo trovò.

## Allusioni e riferimenti storici al Santo Prepuzio
- Nel 1421, mentre sua moglie Caterina di Valois era incinta, Enrico V d'Inghilterra ordinò a Coulombs di consegnargli il Santo prepuzio, in base a una credenza locale che attribuiva alla reliquia il potere di rendere feconde le donne sterili e di rendere agevole il parto alle donne incinte. Enrico credette a tal punto di aver goduto di benefici dalla reliquia da mostrarsi riluttante a restituirlo dopo la nascita del figlio, il futuro Enrico VI d'Inghilterra.[10]
- Voltaire, nel Trattato sulla tolleranza (1763), si riferì ironicamente alla venerazione del prepuzio come una delle tante superstizioni "molto più ragionevoli da adorare [...] piuttosto che detestare e perseguitare il proprio fratello".[12]
- In Baudolino, libro di Umberto Eco, il protagonista inventa di aver visto il Santo prepuzio e il Santo ombelico a Roma, presso la corte di Federico Barbarossa.[13]
- In Soffocare, libro di Chuck Palahniuk, il protagonista Victor Mancini viene convinto di essere stato clonato dal DNA del Santo prepuzio e di essere quindi la reincarnazione di Gesù.